# Golden-Gate-Klonierung
Die Golden-Gate-Klonierung (engl. Golden Gate Assembly) ist eine biochemische Methode zur Klonierung. Sie wurde von Sylvestre Marillonet entwickelt, um Hochdurchsatz-Klonierungen zu erlauben. Mit Hilfe von Typ IIs-Restriktionsenzymen und T4 DNA-Ligase ist der gleichzeitige Zusammenbau mehrerer DNA-Fragmente in vitro in korrekter Orientierung möglich. Die bei dieser Methode eingesetzten Typ IIs-Restriktionsenzyme, wie BsaI, BsmBI und BbsI, schneiden außerhalb ihrer Erkennungssequenz und können daher nicht-palindromische, 4 Basenpaar lange Überhänge generieren, die nach einer Ligation keine Schnittstellen mehr aufweisen. Da die Restriktionsschnittstellen nicht Teil des entstandenen Konstruktes sind, können Restriktionsverdau und Ligation simultan durchgeführt werden. Die Methode wird u. a. für die Herstellung von TALEN für das Genome Editing genutzt.

## Name
Der Name Golden Gate Assembly soll nach einem Vorschlag von Yuri Gleba einerseits einen Bezug auf die Gateway-Klonierung herstellen, andererseits soll die höhere Präzision durch eine Brücke, die die Straßen von zwei Ufern nahtlos miteinander verbindet, symbolisch dargestellt werden. Eine der bekanntesten Brücken ist die Golden Gate Bridge in San Francisco.

## Golden Mutagenesis
Das Golden Gate Klonierungs-Prinzip kann auch für die Mutagenese verwendet werden und wird Golden Mutagenesis genannt. Die Technik ist einfach zu implementieren, da ein Web Tool für das Primerdesign vorhanden ist.